# Pjŏn Sang-pjŏk
Pjŏn Sang-pjŏk (korejsky 변상벽, hanča: 卞相璧), uměleckým jménem Hwačä (화재) byl korejský dvorní malíř, portrétista, aktivní v 18. století za vlád králů Sukdžonga a Jongdžoa.
O jeho osobním životě je známo pouze to, že pocházel z města Mirjang na jihu korejského poloostrova. Je mu připisováno autorství více než stovky portrétů. V roce 1773 byl jmenován hlavním malířem pověřeným, spolu s několika asistenty, zhotovením oficiálního portrétu krále Jongdžoa ve dvou kopiích k jeho osmdesátým narozeninám a portrétu korunního prince. Za jeho dokončení kromě peněžité odměny získal také funkci úředníka se soudní pravomocí v jednom z okresů. Jedním z mála jeho dochovaných portrétů je oficiální portrét učence a vysokého úředníka Jun Bong-gua na závěsném hedvábném svitku datovaný 1750, od roku 2000 ve sbírce losangeleského muzea umění. Pjŏn Sang-pjŏk proslul zálibou malovat realistické výjevy koček a kohoutů, kvůli čemuž byl přezdíván Pjŏn kocour (Pjŏnmjo) nebo Pjŏn kohout (Pjŏngje).
Myslitel a básník Čong Jak-jong (1762–1836) v básni vyzdvihuje věrnost jeho obrazů koček a drůbeže, které si zvířata snadno spletou se skutečnými a malíř a kritik umění Kang Se-hwang (1713–1791), učitel Kim Hong-doa, připsal na pravou stranu obrazu se slepicí a kohoutem připraveným bránit kuřata, že kvalitou dalece překonává malíře předešlého období. Podle Čchoi Sun-ua, historika umění a ředitele Korejského národního muzea, kde se nachází jeho obraz Kočky a vrabci, mistrovsky ovládal laškovný styl, který jej odlišuje od dobových vážnějších čínských a japonských děl.

## Galerie

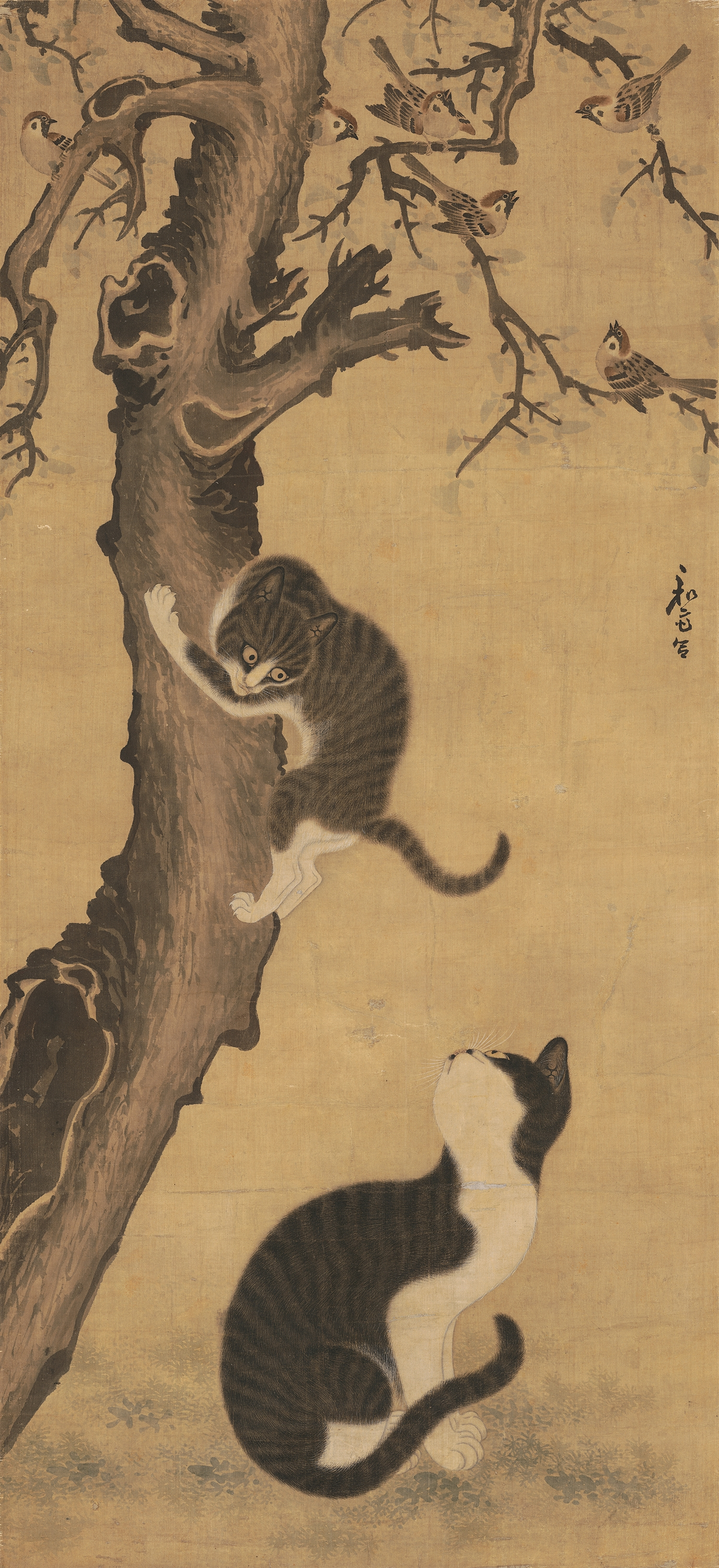
Mjočakdo, kočky a vrabci, inkoust a barvy na hedvábí, 93,9 × 43 cm
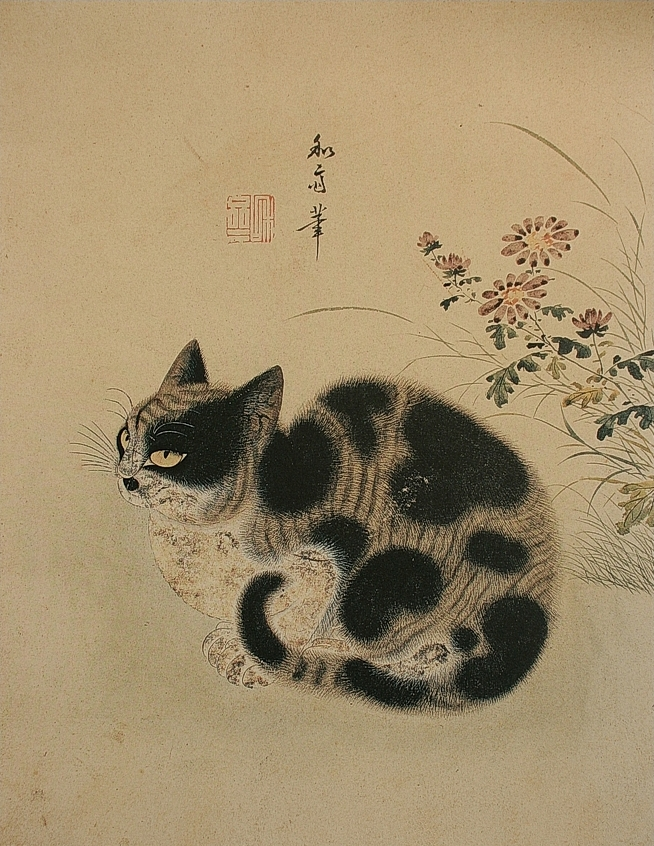
Kukčong čchumjo, podzimní kočka v zahradě s kvetoucí chryzantémou, 22,5 × 29,5 cm
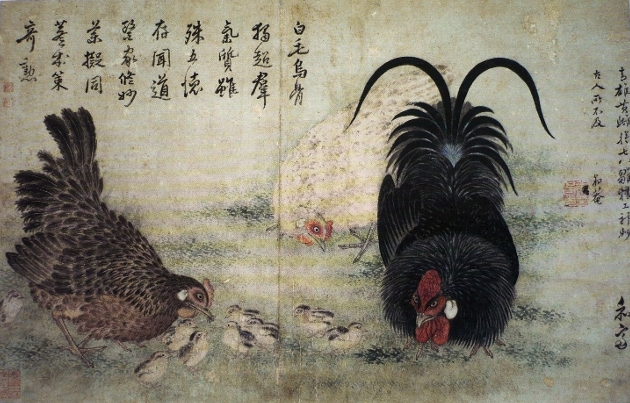
Čaung čangčchu, slepice a kohout s kuřátky, 30 × 46 cm, inkoust a minerální barvy na papíře, muzeum umění Kansong